# Marion 7400

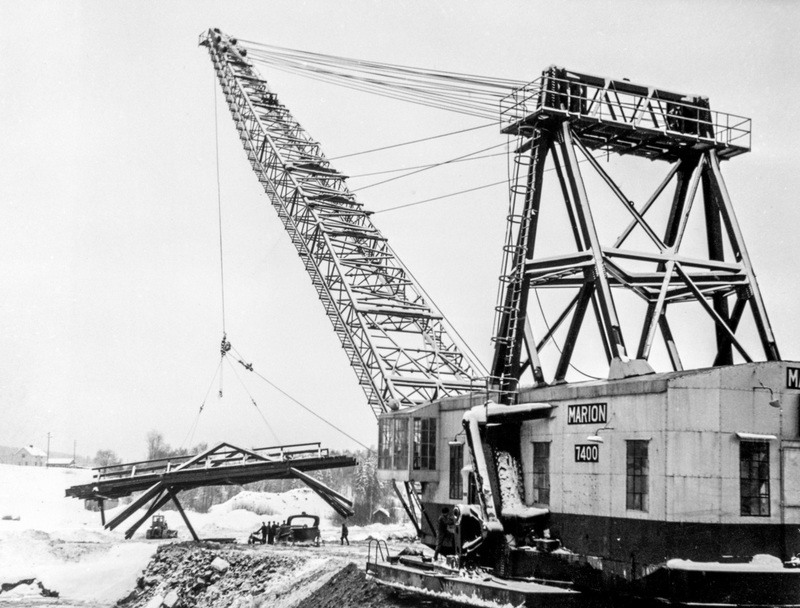
Bortlyftning av brospann med grävmaskinen Marion 7400s hjälp. Kvistforsens kraftstation, Skellefteå. Maskinen på bilden är GR 145 som inköptes av Graningeverken från Australien för detta bygge.

Marion 7400 är en släpgrävmaskin som tillverkades av Marion Power Shovel Company. Modellen introducerades på marknaden 1939. Den första svenska maskinen inköptes 1947 för bygget av Hölleforsens kraftverk. Sammanlagt fyra stycken användes av Vattenfall AB för arbeten vid byggandet av vattenkraftverk. En Marion 7400 har använts för jordavrymning I Närkes Kvarntorp av Svenska skifferoljeaktiebolaget till 1966. 
Maskinen var eldriven och matades med 3000 V växelström som via en roterande omformare ombord omvandlades till likström. Maskinen stod på en stor vridplatta under grävarbetet. Maskinen transporterades på arbetsplatsen genom att den hasade sig fram på ett par stora transportskor, en på vardera sida.
Det förmodligen sista svenska exemplaret användes till 2013 i Aitik-gruvan och porträtterades i SVT:s Västerbottensnytt 17 oktober 2008.
Pugh Rogefeldts låt "Grävmaskinen" på skivan Bolla och rulla från 1974 handlar om Marion ("...Marion, vajrarna går, jorden den darrar...").
| Totalvikt        | 600 ton |
| Bomlängd         | 64 m    |
| Tomvikt skopa    | 12 ton  |
| Volym skopa      | 6 m³    |
| Effekt dragmotor | 6400 hk |
| Matarspänning    | 3000 V  |
| Hissvajer        | 45 mm   |
| Dragvajer        | 80 mm   |

## Maskiner i Sverige
Vattenfall AB använde fyra Marion 7400 vid byggandet av vattenkraftverk. Alla maskiner fick en beteckning som bestod av CF (Centralförrådet) och ett löpnummer:
- CF 20 var av årsmodell 1947, med tillverkningsnummer 8596.[4] Den köptes in ny för bygget av Hölleforsen som kom att bli startpunkten för att utnyttja mer fallhöjd genom långa utgrävda kanaler både uppströms och nedströms kraftverken. Var den äldsta av maskinerna och tjänstgjorde i Indalsälven, Umeälven och Skellefteälven. Användes till den stora kanalgrävningen i Gallejaur. Såldes 1966 till Boliden för att användas i den då planerade Aitikgruvan där användes maskinen för att täcka av den cirka 20 meter tjocka moränlagret som täckte malmkroppen innan brytningen kunde starta. Senare flyttades den till en reservdamm vid gruvans anrikningsverk där den användes fram till 2008.[5] Den stod kvar i Aitik fram till 2019 då det bedömdes att Marion var i så pass dåligt skick att hon hade börjat utgöra en fara för verksamheten runt omkring henne. I början av oktober samma år påbörjades därför rivningen av CF 20.[6]
- CF 62 var av årsmodell 1953, med tillverkningsnummer 9843.[7] Användes för grävningen av utloppskanalen i Grundfors kraftstation, demonterades och flyttades till Umluspens tilloppskanal i Storuman. Såldes 1965 till den engelska storentreprenören Lindsay Parkinson Ltd. för arbete i en av kolgruvorna i Wales och kom att göra sitt sista uppdrag utanför Edinburgh i Skottland.[8]
- CF 87 var av årsmodell 1952, med tillverkningsnummer 9746.[7] Den var placerad i Ångermanälven, sedermera även i Umeälven.
- CF 90 var av årsmodell 1958, med tillverkningsnummer 21944.[9] Levererades som ny till bygget av Tuggen flyttades senare till Gallejaur.

Övriga maskiner
- GR 145 var av årsmodell 1949 med tillverkningsnummer 8948 och levererades till Australien, därifrån den köptes 1959 av Graningeverken för bygget av Kvistforsens kraftstation. Den övertogs av Skånska Cementgjuteriet när dessa övertog entreprenaden för Kvistforsen. Den kom att användas för utbyggnaden av Hotings kraftverk under mitten av 1970-talet. Därefter flyttades den till bygget av Volgsjöfors kraftverk.[10]
- Svenska skifferoljeaktiebolaget köpte en maskin med årsmodell 1952, med tillverkningsnummer 9779 för att använda till skifferbrytning i Kvarntorp i Närke.[7]